# Huang Gongwang

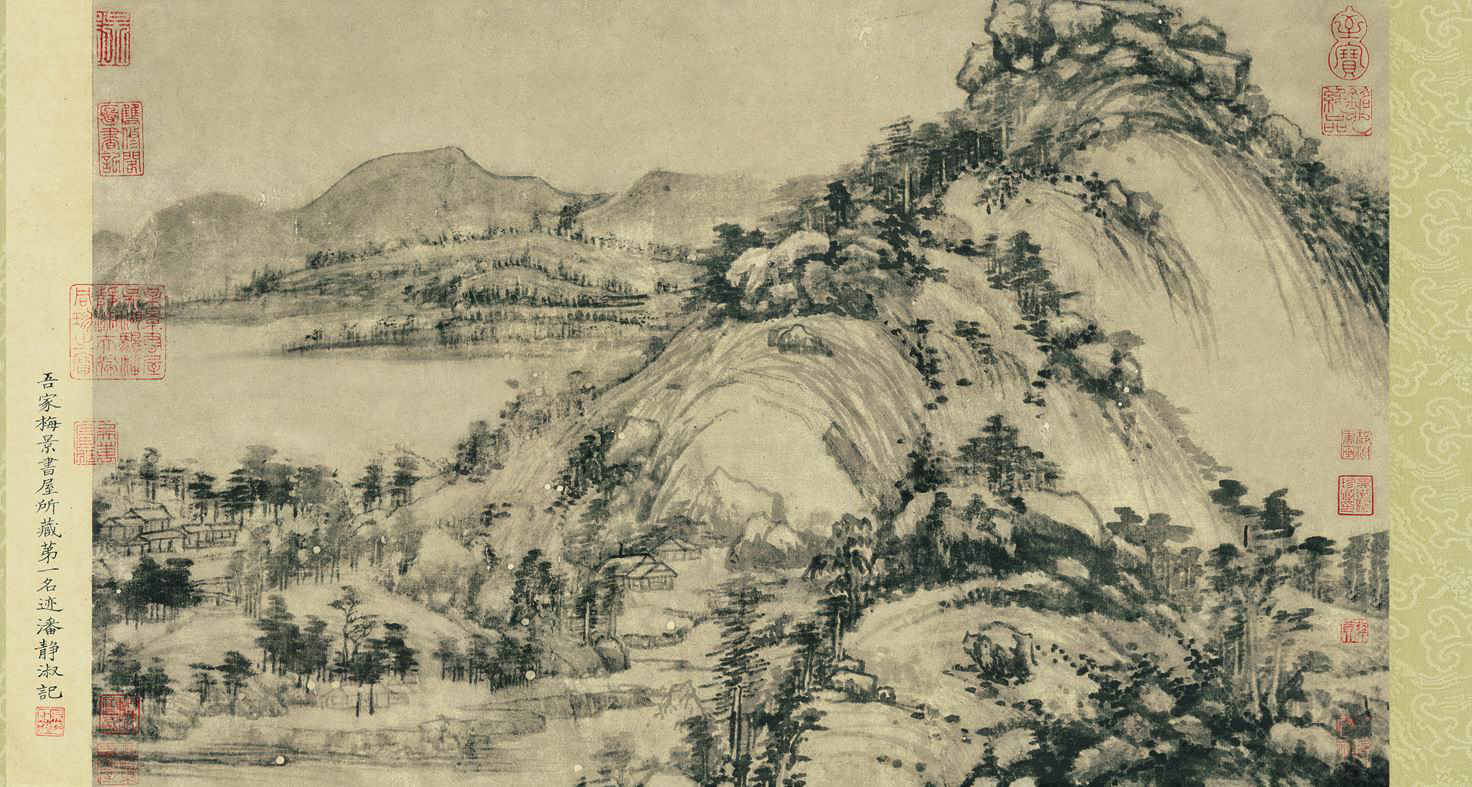
Fragment de Residència a les muntanyes Fuchun, de Huang Guangwang, tinta sobre paper, Museu Provincial de Zhejiang d'Hangzhou

Huang Gongwang (xinès simplificat: 黄公望; xinès tradicional: 黃公望; pinyin: Huáng Gōngwàng) fou un pintor i escriptor xinès. Va néixer el 1269 durant la dinastia Song, a Changsu, província de Jiangsu i va morir el 1354. El seu nom era Lu Jian. La seva família era pobra i fou adoptat. El seu pare adoptiu li va donar el nom de Huang Gongwang. Va ser funcionari de la dinastia Yuan, d'origen mogol. Amant de la natura, va viure els darrers anys de la seva vida a les muntanyes Fuchun, prop de Hangzhou, dedicat al taoisme. Va mostrar, també, capacitats musicals.

Encara que no acceptava l'academicisme imperant, posteriorment se l'ha considerat un pintor lletrat. Pintant va emprar dues tècniques; l'una fent servir el color porpra i l'altra utilitzant tinta negra. Huang Gongwang va ser, dels Quatre Mestres de la dinastia Yuan (元四家), el de més edat. Aquest grup, el formaven aquest artista, Wu Zhen (吳鎮), Ni Zan (倪瓚) i Wang Meng (王蒙). I expressava més l'expressió individual del pintor que l'aspecte exterior; la seva senzillesa anava en detriment de la realitat. És autor de l'assaig 写山水訣 ('Secrets de la pintura de paisatges'), que avui encara s'estudia, en què exposa les seves idees i tracta de les habilitats i tècniques.